# Elementi del gruppo 11

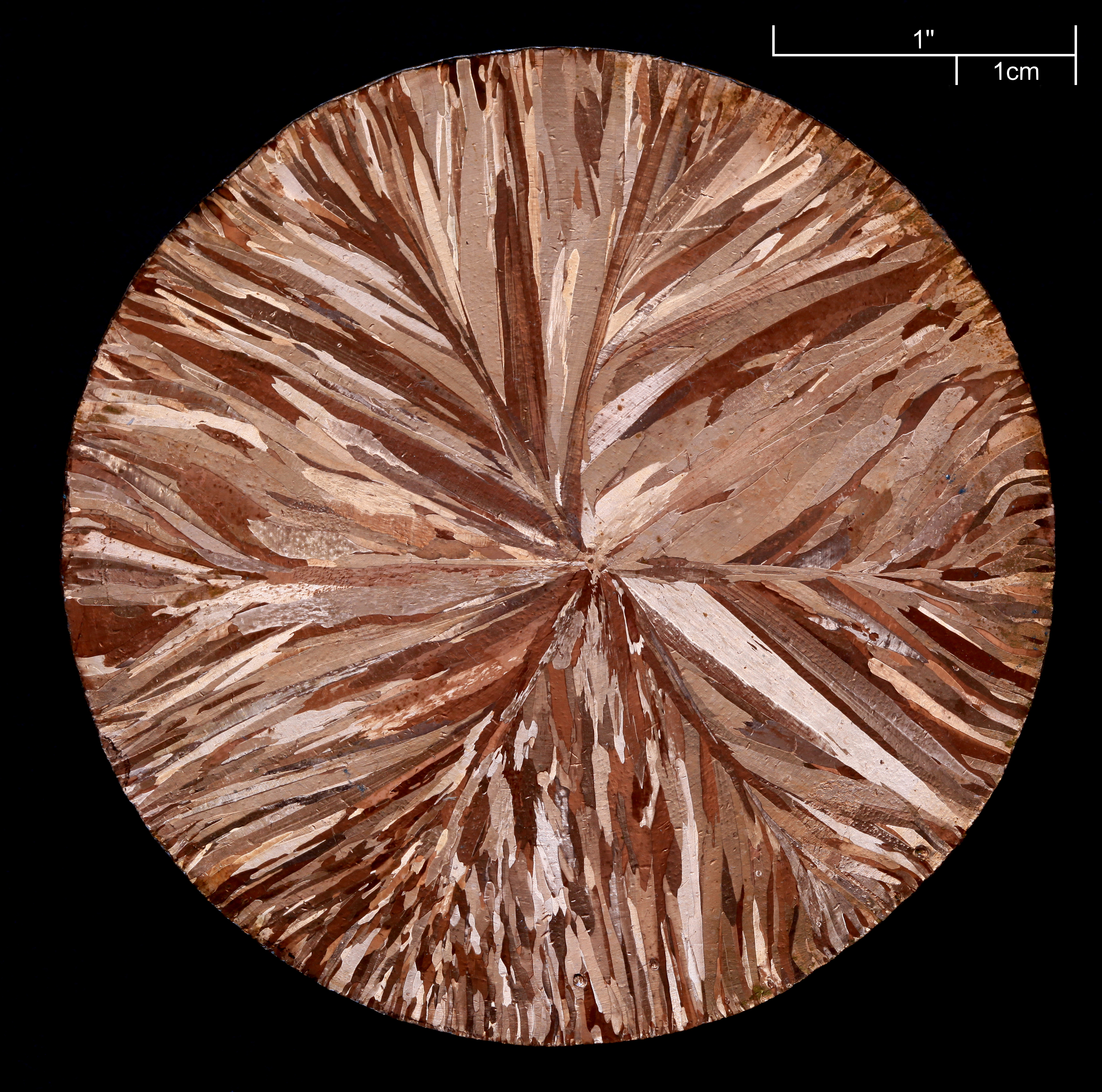
Disco di rame ottenuto per colata continua (purezza 99,95%, diametro 83 mm circa) e pulito mediante trattamento chimico.

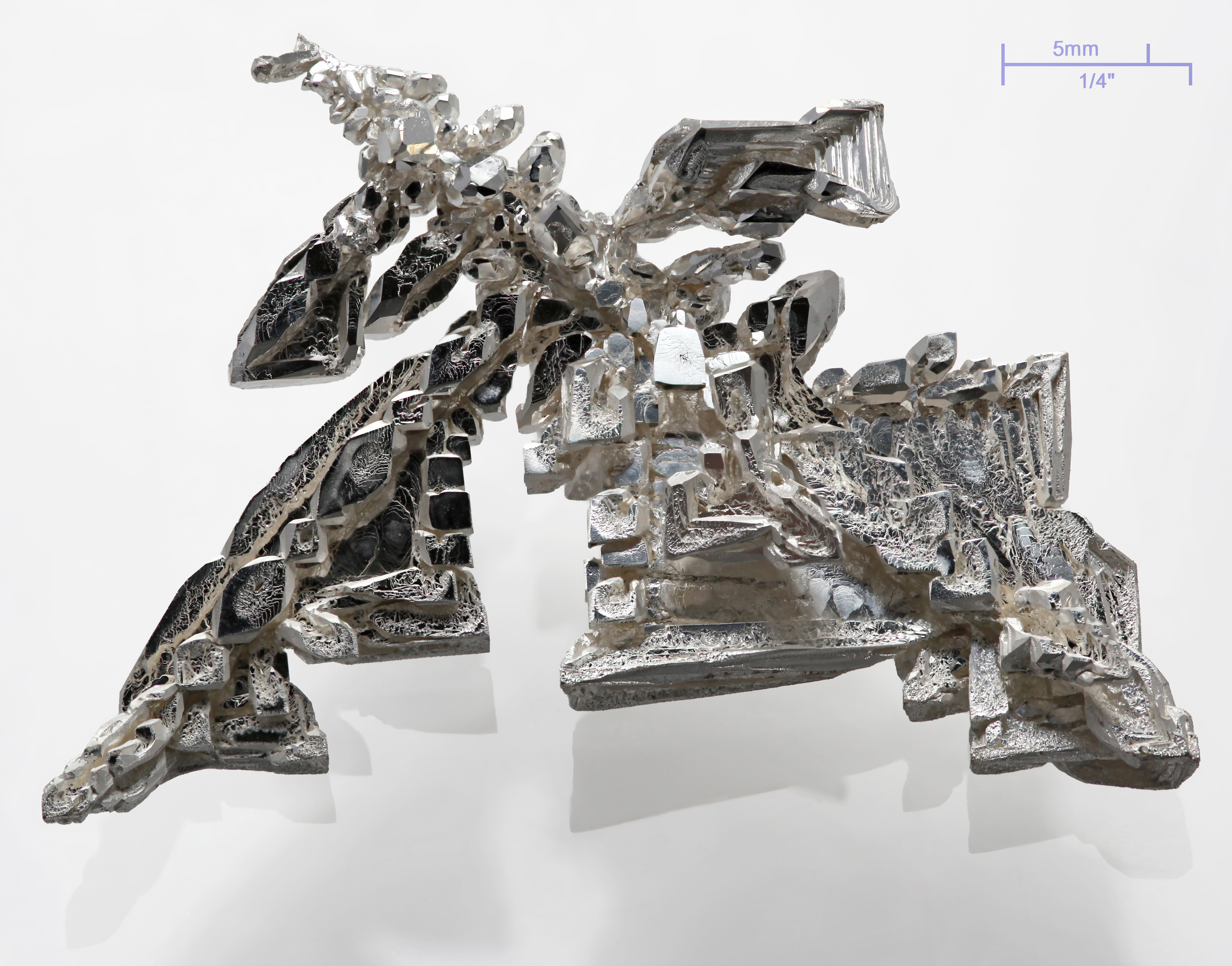
Cristallo di argento puro (>99.95%) ottenuto per via elettrolitica, con strutture dendritiche visibili. Peso ≈11g.

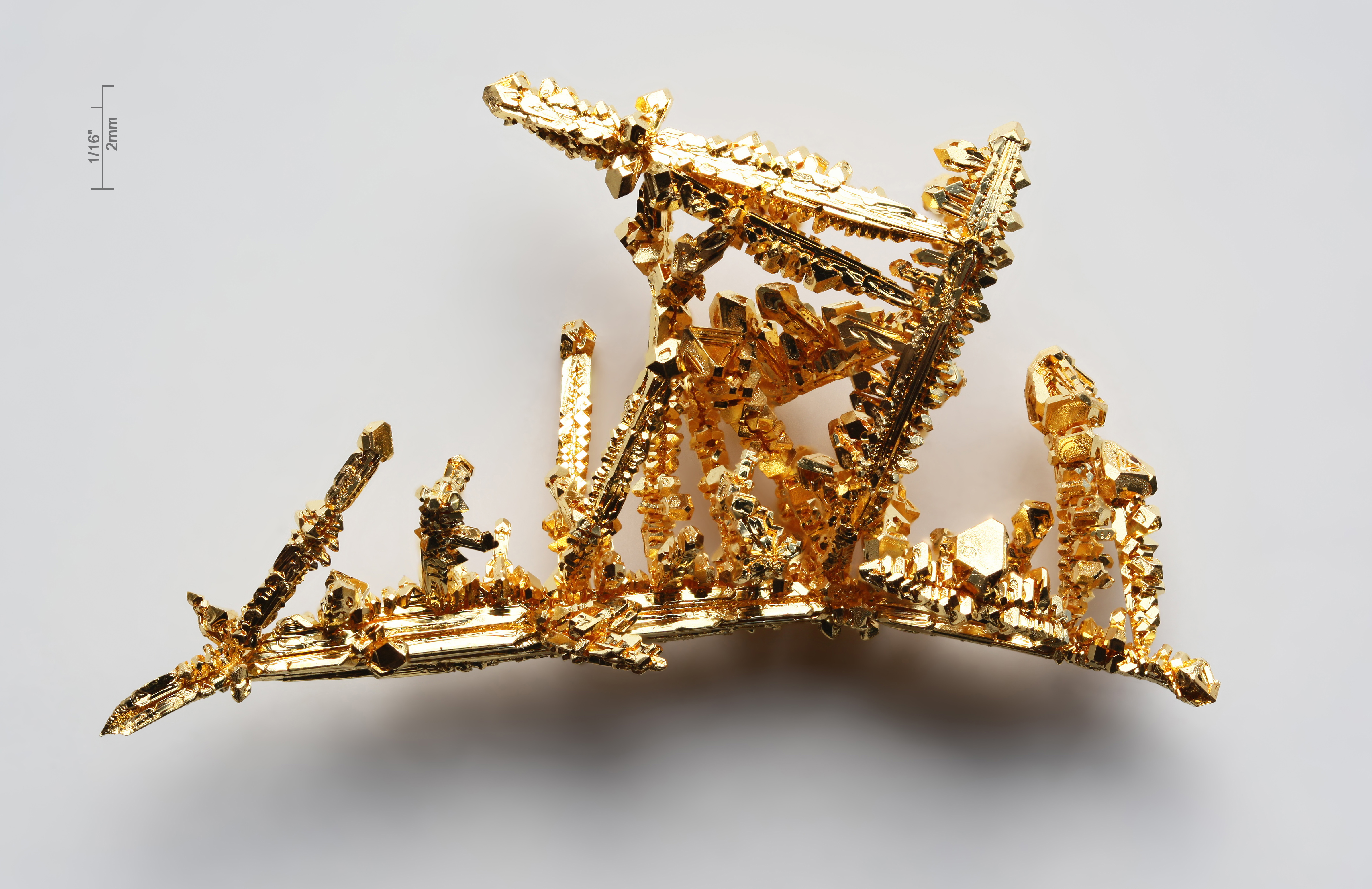
Un cristallo d'oro puro (>99,99%) ottenuto artificialmente per cristallizzazione dalla decomposizione ad alta temperatura del tricloruro di oro (AuCl_{3}).

Gli elementi del gruppo 11 sono: rame (Cu), argento (Ag), oro (Au) e roentgenio (Rg). Il gruppo 11 fa parte del blocco d della tavola periodica e i suoi componenti sono metalli di transizione. Il roentgenio è un elemento artificiale radioattivo; ne sono stati prodotti solo pochi atomi e le sue proprietà chimiche sono poco note. Nella nomenclatura precedente questo gruppo era denominato IB. I metalli del gruppo 11 sono conosciuti anche come metalli da conio, riferendosi a utilizzi tradizionali di rame, argento e oro, ma tale denominazione non è riconosciuta dalla IUPAC. Tradizionalmente, argento e oro sono considerati metalli nobili perché anche a caldo non sono ossidati all'aria. A temperatura ambiente questi elementi sono tutti solidi; il colore rosso per il numero atomico indica che l'elemento è sintetico e non si trova in natura.
| Legenda dei colori della tabella a destra: | Metalli di transizione |

## Fonti
Rame, argento e oro sono reperibili in natura in forma nativa, e sono quindi tra i primi metalli ad essere stati conosciuti e utilizzati dall'uomo. Il rame è poco comune sulla crosta terrestre, essendo il ventiseiesimo elemento per abbondanza, ma si ricava con facilità da miniere a cielo aperto, dove il minerale più comune è la calcopirite (CuFeS2). Altri minerali importanti sono cuprite (Cu2O), malachite (Cu(OH)2·CuCO3), e azzurrite (Cu(OH)2·2CuCO3). La produzione annuale di rame assomma a circa 16 milioni di tonnellate. Argento e oro sono molto più rari del rame. L'argento è il sessantaseiesimo elemento per abbondanza sulla crosta terrestre. I minerali di maggior importanza economica per l'estrazione dell'argento sono acantite (Ag2S) e stephanite (Ag5SbS4), ma la maggior parte dell'argento si ottiene come sottoprodotto della raffinazione di rame e altri metalli. Annualmente si producono circa 20.000 tonnellate di argento. L'oro è il settantacinquesimo elemento per abbondanza sulla crosta terrestre, dove si trova soprattutto in forma metallica, disperso in minerali come quarzo e pirite. Si producono più di 100 tonnellate di oro all'anno, ottenute principalmente come sottoprodotto della raffinazione di zinco e rame.

## Tossicità e ruolo biologico
Il rame è essenziale per tutti gli esseri viventi. È contenuto in più di dieci enzimi, alcuni dei quali sono citocromo-c ossidasi, superossido dismutasi e tirosinasi. Una dieta normale può arrivare a 6 mg di rame al giorno, e un corpo umano ne contiene circa 70 mg. Troppo rame è invece tossico, ma fortunatamente l'ingestione di quantità eccessive di rame provoca vomito, limitando la possibilità di effetti acuti. Argento e oro non hanno ruoli biologici. Un corpo umano contiene circa 2 mg di argento e meno di 0,2 mg di oro. L'argento è presente in piccola quantità in molti cibi, tanto che una dieta normale può arrivare anche a 80 μg al giorno. Quantità così piccole non creano problemi per la salute, dato che l'argento solo se ingerito in grande quantità può provocare argiria. Lo ione Ag+ è invece tossico per batteri e virus. L'oro e i suoi composti sono considerati poco tossici e sono usati anche in medicina.

## Applicazioni
Il rame è usato principalmente per la sua elevata conducibilità termica ed elettrica. Circa il 60% del rame prodotto è impiegato in apparecchiature elettriche. Il rimanente è usato in primo luogo in edilizia (tetti e tubazioni), in scambiatori di calore e in molte leghe (bronzo, ottone, cupronichel e altre). L'argento è il miglior conduttore termico ed elettrico, nonché il metallo più lucente. Viene usato in apparecchiature elettroniche, gioielleria, specchi, trofei, stoviglie e posate. Nel passato è stato importante nella monetazione, ora limitata a medaglie commemorative. L'uso in fotografia si è notevolmente ridotto con l'introduzione delle tecniche digitali. L'argento ha inoltre innumerevoli usi minori tra i quali batterie, amalgami dentali, sterilizzazione da batteri e virus. Circa i tre quarti dell'oro prodotto è usato in gioielleria, ottenendo varie colorazioni con l'aggiunta di altri metalli in lega. L'oro ha svariati altri utilizzi, tra i quali lingotti, vetri per riflettere la radiazione solare, dispositivi elettronici per rendere inossidabili i contatti elettrici, catalizzatori nell'industria chimica.

### Monetazione
Rame, argento e oro sono metalli teneri che possono venire facilmente intaccati nel maneggio quotidiano delle monete: perciò nell'uso numismatico devono essere legati con altri metalli per ottenere un materiale più duro e resistente all'usura.
- Le monete d'oro contengono in genere o il 90% di oro (come i conii statunitensi pre-1933) o 22 carati (91.6%) d'oro (come le normali monete da collezione e i Krugerrand), con rame e argento a costituire il peso restante in entrambi i casi.
- Le monete d'argento contengono in genere il 90% di argento - nel caso di monete coniate negli Stati Uniti prima del 1965, che circolarono in molti paesi) oppure sono monete di argento sterling (92,5%) per i conii del Commonwealth britannico pre-1967 e altre monete d'argento, con rame a costituire il peso restante.
- Le monete di rame sono spesso di rame molto puro, circa il 97%, e sono di solito legate con piccole quantità di zinco e stagno.

La nascita e l'affermazione delle banconote ha causato la diminuzione del valore nominale delle monete metalliche fino al disotto del valore di mercato del metallo usato per coniarle: questo ha portato le monete metalliche moderne ad essere coniate con leghe di metalli poveri, come il Cupronichel (rame 80%, nichel 20%, color argenteo, molto usato), il nichel-ottone (rame 75%, nichel 5%, zinco 20%, di color oro), il manganese-ottone (rame, zinco, manganese, nichel), il bronzo o il semplice acciaio placcato.

## Proprietà degli elementi

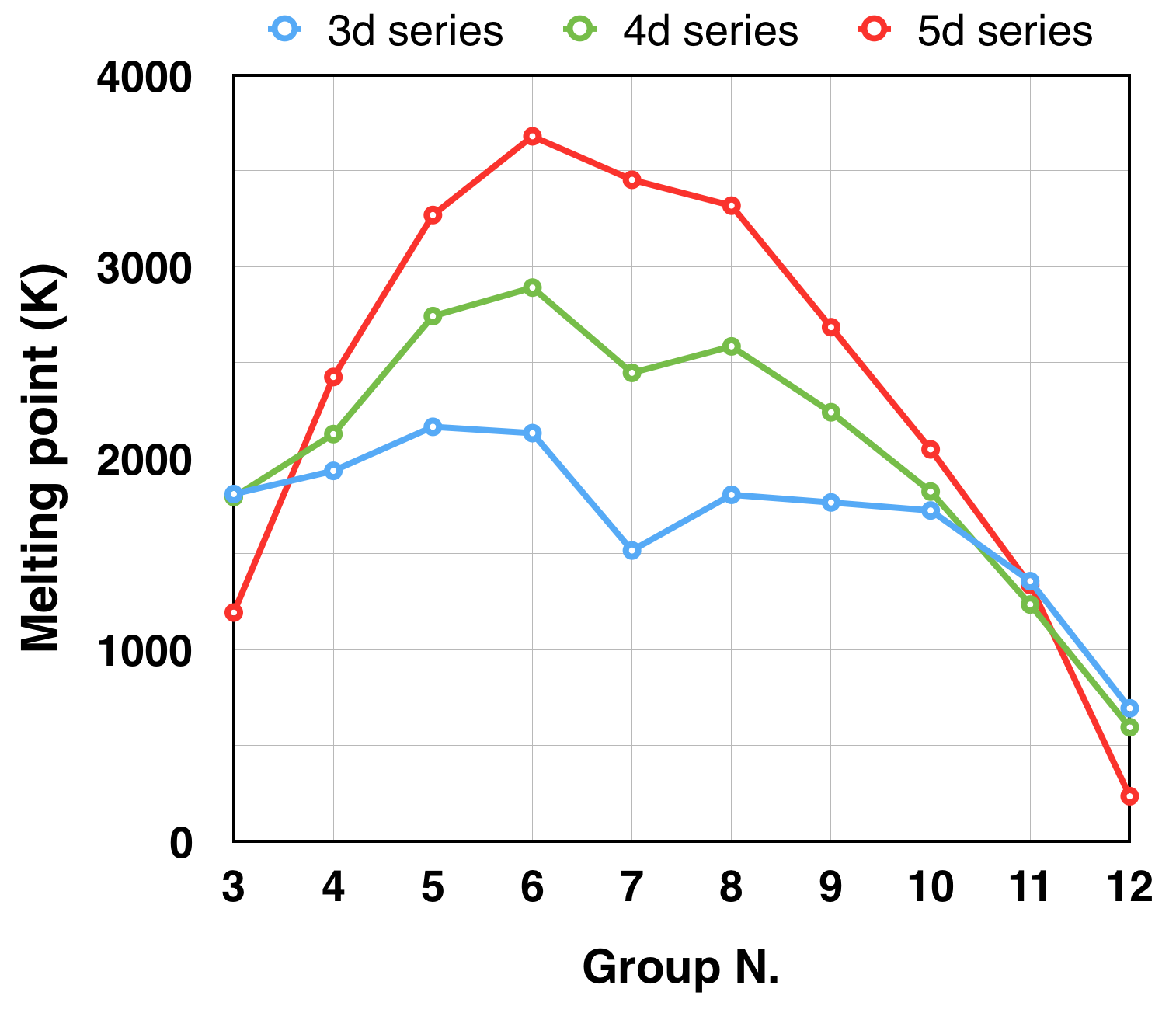
Punti di fusione degli elementi del blocco d.

L’oro ha un solo isotopo naturale, e quindi il suo peso atomico è noto con molta accuratezza. Rame e argento hanno invece due isotopi stabili, e nel caso del rame sono distribuiti con una certa variabilità; di conseguenza il peso atomico del rame è noto con meno cifre significative. L’oro è il più elettronegativo dei metalli; il valore 2,54 è molto vicino al valore del carbonio; lo iodio ha elettronegatività 2,5. Non è quindi così strano che l’oro possa formare anche anioni, come succede nel composto CsAu (aururo di cesio) che è un composto ionico: non ha lucentezza metallica e in solido non conduce elettricità. 
Gli elementi di questo gruppo possono essere ottenuti molto puri; ciononostante, le loro proprietà fisiche sono note con valori un po’ variabili, perché dipendono dal modo in cui sono stati preparati i metalli. Hanno un aspetto tipico con lucentezza metallica e colori caratteristici. 
I punti di fusione e di ebollizione continuano regolarmente a calare rispetto ai gruppi precedenti; continua quindi a indebolirsi la forza del legame metallico. Gli elementi del gruppo 11 sono metalli teneri, molto duttili e malleabili. L’elemento più duttile e malleabile è l’oro: da 1,0 g d’oro si ottiene un foglio di circa 1,0 m², corrispondente ad uno strato di soli 230 atomi. Dallo stesso grammo di oro si fanno 165 m di filo del diametro di 20 μm. I tre metalli hanno anche conducibilità termica ed elettrica elevatissima, massime per l’argento; queste proprietà sono attribuite alla configurazione elettronica d10s1, dove c'è un elettrone spaiato al di fuori del sottolivello d completo.
| Proprietà                               | Rame          | Argento       | Oro                |
| --------------------------------------- | ------------- | ------------- | ------------------ |
| Peso atomico (u)                        | 63,546        | 107,8682      | 196,96655          |
| Configurazione elettronica              | [Ar] 3d10 4s1 | [Kr] 4d10 5s1 | [Xe] 4f14 5d10 6s1 |
| Punto di fusione (°C)                   | 1083          | 961           | 1064               |
| Punto di ebollizione (°C)               | 2570          | 2155          | 2808               |
| Densità (g/cm³a 25 °C)                  | 8,95          | 10,49         | 19,32              |
| Raggio metallico (pm)                   | 128           | 144           | 144                |
| Raggio ionico M(I) (pm)                 | 77            | 115           | 137                |
| Elettronegatività (Pauling)             | 1,9           | 1,9           | 2,4                |
| Entalpia di fusione (kJ·mol−1)          | 13,0          | 11,1          | 12,8               |
| Entalpia di vaporizzazione (kJ·mol−1)   | 307           | 258           | 343                |
| Entalpia di atomizzazione (kJ·mol−1)    | 337           | 284           | 379                |
| Resistività elettrica a 20 °C (Ω·m·108) | 1,67          | 1,59          | 2,35               |

## Reattività chimica e andamenti nel gruppo[2][3][4]
Gli elementi del gruppo 11 sono caratterizzati dall’avere un singolo elettrone s (configurazione elettronica d10s1), come i metalli alcalini (configurazione p6s1), e quindi ci si aspetterebbero proprietà in qualche modo simili. In pratica, le analogie si limitano all’esistenza di uno stato di ossidazione +1, mentre le proprietà chimiche sono diversissime. Va infatti considerato che un livello d pieno scherma l’elettrone esterno molto meno di quanto schermi un livello p pieno. Di conseguenza, rispetto ai metalli alcalini, nel gruppo 11 si ha che:
- l’elettrone s è più legato al nucleo e l’energia di prima ionizzazione è molto più elevata;
- i raggi ionici sono molto minori del corrispondente metallo alcalino. K+, Rb+ e Cs+ hanno raggi ionici di 138, 152 e 167 pm, mentre Cu+, Ag+ e Au+ hanno raggi ionici di 77, 115 e 137 pm;
- il punto di fusione è più elevato; gli elementi del gruppo 11 sono più duri e più densi;
- la reattività è minore e i composti sono più covalenti. Mentre i metalli alcalini sono i più riducenti nella serie elettrochimica, con potenziali più negativi di –2,7 V, i metalli del gruppo 11 stanno vicini all’altra estremità della scala: i potenziali di riduzione M+/M sono +0,52, +0,80 e +1,69 V rispettivamente per rame, argento e oro.

D’altra parte, un livello d pieno può essere intaccato più facilmente di un livello p pieno. Di conseguenza, il secondo e terzo potenziale di ionizzazione è minore nei metalli del gruppo 11 rispetto ai metalli alcalini, per cui rame, argento e oro possono accedere a stati di ossidazione maggiori di +1. In breve, tutte queste differenze sono dovute al fatto che gli elementi del gruppo 11 sono a tutti gli effetti metalli di transizione, mentre non lo sono i metalli alcalini.
Come metalli, gli elementi del gruppo 11 formano con molti altri metalli un gran numero di leghe, che sono state e sono importanti dal punto di vista tecnologico. La reattività di Cu, Ag e Au cala scendendo lungo il gruppo, come prevedibile dati i valori già citati dei potenziali di riduzione; l’inerzia dell’oro lo accomuna ai metalli del gruppo del platino. Tutti e tre i metalli sono stabili in aria secca a temperatura ambiente. In presenza di umidità il rame viene invece ossidato lentamente in superficie, formando la tipica patina verderame, che è un carbonato basico di rame CuCO3·Cu(OH)2. Al calor rosso il rame è ossidato anche in aria secca e si forma l’ossido, Cu2O. Il rame è attaccato anche da zolfo e alogeni. L’argento è sensibile allo zolfo e ai suoi composti, e annerisce in modo caratteristico reagendo con tracce di H2S presenti nell’aria, per dare il solfuro Ag2S di colore nero:
2Ag + H2S  →  Ag2S + H2
In condizioni analoghe il rame forma un solfato basico di colore verde. L’oro invece non reagisce con lo zolfo. In generale la reattività di questi metalli è facilitata in presenza di ossidanti, e quindi in assenza di aria non si sciolgono in acidi diluiti. Rame e argento si sciolgono però in H2SO4 concentrato a caldo e con HNO3 anche diluito:
Cu + 2H2SO4 (conc. bollente) →  CuSO4 + 2H2O + SO2
Ag + 2HNO3  →  AgNO3 + NO2 + H2O
L’oro si scioglie solo se sono presenti contemporaneamente un forte ossidante e un buon complessante; normalmente si utilizza acqua regia, miscela 3:1 di HCl e HNO3 concentrati:
Au + 3HNO3 + 4HCl  →  HAuCl4 + 3NO2 + 3H2O

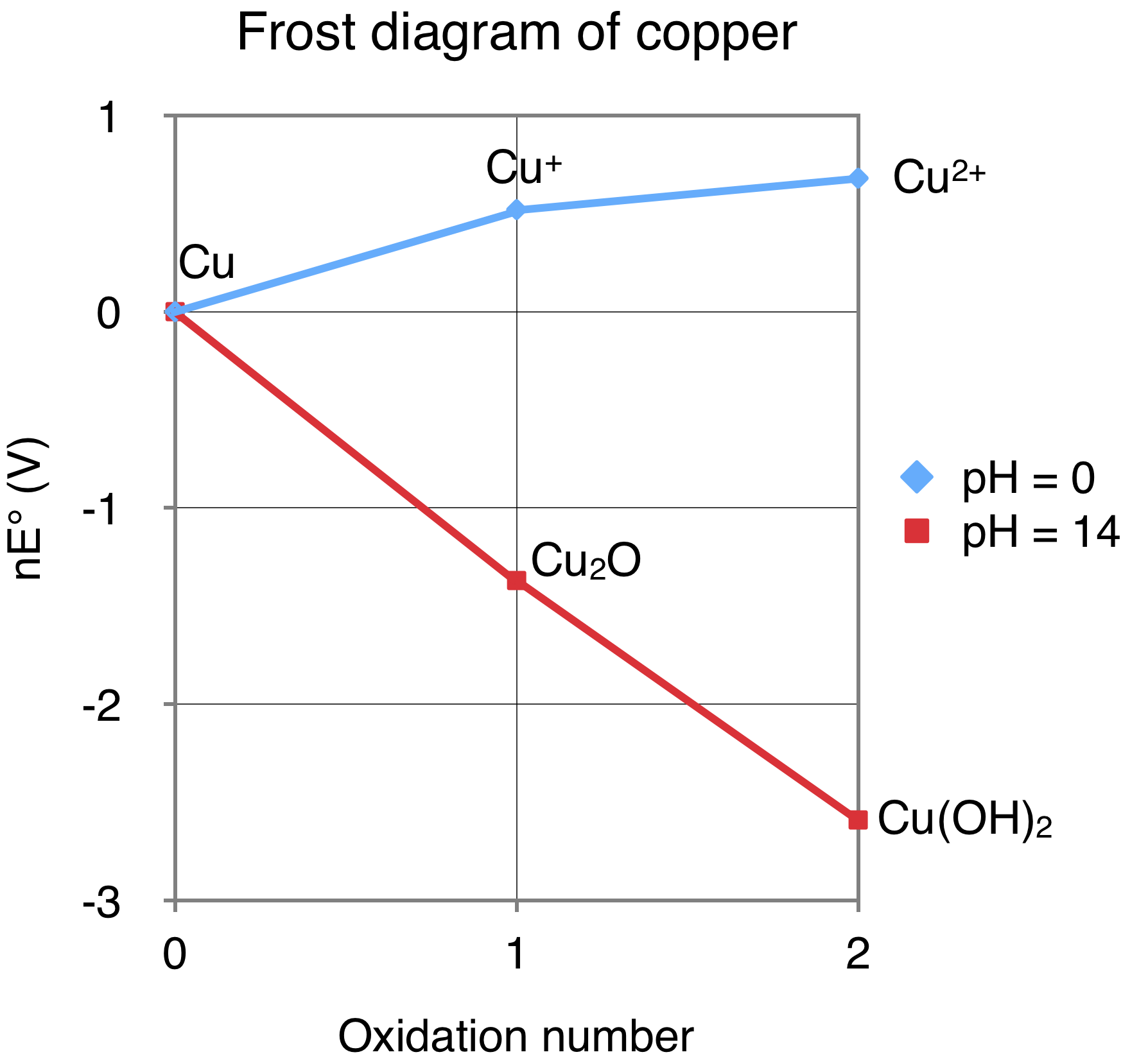
Diagramma di Frost per il rame.

In questo gruppo continua a ridursi il numero di stati di ossidazione ottenibili, a conseguenza della progressiva stabilizzazione degli orbitali d alla fine della serie di transizione. In soluzione acquosa gli stati di ossidazione più comuni sono +2 per il rame (Cu+ è instabile), +1 per l'argento e +3 per l'oro. È quindi rispettato l’andamento usuale con una maggior stabilità degli stati di ossidazione più alti scendendo lungo un gruppo.
Per quanto riguarda la chimica di coordinazione, seguendo la tendenza già vista nei gruppi precedenti, date le loro dimensioni questi elementi hanno scarsa propensione a formare composti con numero di coordinazione superiore a 6. Da notare che gli ioni con stato di ossidazione +1 possono formare complessi a numero di coordinazione 2, che sono abbastanza rari.